# Diarmait mac Mail na mBo
Diarmait mac Mail na mBo (mort en 1072) fut roi de Leinster de 1042 à sa mort, prétendant au titre de Haut-Roi d'Irlande (ard ri Érenn) de 1064 à 1072. Il règne également sur le royaume de Dublin de 1052 à 1072 et étend son autorité sur l'Ile de Man de 1061 à 1070. Il fut l'un des rois irlandais les plus importants de l'époque précédant la conquête de l'Angleterre par les Normands. Il fut également l'ancêtre de Diarmait MacMurrough.

## Origine
Diarmait mac Mail na mBo est le fils aîné de Donnchad Máel Na Mbó (mort en 1006) et d' Aife la fille de Donnchad mac Gilla Pátraic roi d'Osraige. son surnom  mac Máel na mBo c'est-à-dire « serviteur du bétail  » est l'identification habituelle de son père ; la dynastie de Diarmait est celle des Uí Cheinnselaigh implantés dans le sud-ouest du Leinster autour de Ferns, dans le sud-est du comté de Wicklow et tombée dans l'obscurité pendant plusieurs siècles.

## Roi de Leinster

Le drapeau de Leinster.

Diarmait devient roi des Uí Cheinnselaigh en 1030 après la mort de Tadg mac Lorcain au cours d'un pèlerinage à Glendalough. Il apparaît ensuite dans les chroniques d'Irlande en 1036 lorsqu'il aveugle un rival. En 1037, il s'assure le contrôle de la ville viking de Waterford, ce qui facilite sa prise de contrôle sur l'ensemble du Laigin après la mort en 1042 du roi Murchad mac Dúnlainge lors d'un combat contre l'Osraige.
Diarmait mac Mail na mBo s'allia ensuite avec Niall mac Eochada, roi d'Ulaid, qui l'aide à étendre son autorité sur les royaumes de Mide, Brega et Dublin, qui étaient sous l'autorité théorique du « Haut Roi ». Ce dernier, qui exerçait jusque-là sa suzeraineté sur le royaume de Dublin ne peut l'empêcher de tomber sous la coupe de Diarmait.

## Conquérant et prétendant Ard ri Érenn
En 1041, il commence un conflit avec Donnchad mac Briain, roi de Irlande et prétendant au titre de ard ri Erenn, c'est-à-dire « Haut-Roi d'Irlande », qui est également le père de l'épouse de Diarmait, Derborgaill, la mère de son héritier Murchad. Donnchad brûle Ferns dans le comté de Wexford, comme vengeance Diarmait attaque Killeshin dans le comté de Laois. En 1048 Donnchad oblige Diarmait à se soumettre, Diarmait se débarrasse rapidement de son allégeance en menant un raid contre le Munster.
Diarmait s'implique dans ses premières aventures outremer en 1051 quand il offre un refuge à deux nobles anglo-saxons, Harold et son frère Léofwine Godwinson, pendant leur exil d'Angleterre.  À l'été de 1052, il a fourni ses invités une flotte afin de se rétablir en Angleterre car en 1052 Diarmait a capturé l'importante ville viking de Dublin après avoir forcé le roi Margad Ragnaldson à fuir. En dépit de sa montée en puissance, en 1049 et 1053, il est de nouveau contraint de se soumettre à Donnchad mac Briain.
Utilisant le royaume de Dublin comme base, Diarmait commence des raids vers le nord et en 1053 son armée attaque le royaume de Mide, qu'il razzie à trois reprises, en 1059, 1068 et 1072. En 1054, il s'allie avec Gilla Pátraic mac Donnchada II d'Osraige, pour un raid sur Munster, et en 1057, il fait un raid sur l'île Scattery. En 1058, Diarmait fait alliance avec le neveu de Donnchad Ó Briain, Toirdelbach Ua Briain, qui déteste son oncle à cause du rôle qu'il a joué dans le meurtre de son père Tadg mac Briain. Les alliés razzient Limerick et Diarmait défait Donnchad dans les Galtee Mountains. Diarmait revient l'année suivante et incendie les forts de Donnchad.
Diarmait s'implique de nouveau dans des affaires hors de l'Irlande en 1058, lors d'une tentative de conquête de l'Angleterre par le norvégien Magnus fils et héritier roi Harald Hardrada qui utilise les troupes de Dublin. Cette expédition incite Diarmait à intervenir sur un autre objectif, et en 1061, son fils Murchad mac Diarmata conduit une flotte dans l'île de Man, où il oblige le vieil ennemi de son père Margad Ragnaldson doit payer tribut.
Diarmait combat lui-même pour annihiler définitivement le pouvoir de son beau-père, Donnchad, et en 1062, allié avec Toirdelbach, ils défont l'armée de Donnchad à Cleghile dans le comté de Tipperary et Donnchad se soumet à son tour à Diarmait. L'assassinat politique est aussi utilisé par Diarmait, quand avec Toirdelbach, ils paient Áed Ó Conchobar 30 onces d'or pour tuer un prince rival en 1066. L'abdication et la mort de Donnchad en 1064 le laisse sans rival dans ses prétentions au titre d'ard ri Érenn.
Après que son allié Harold Godwinson a été tué en octobre 1066, la cour de Diarmait devient l'un des centres de la résistance des Anglo-Saxons. Il donne refuge à la famille d'Harold, notamment à ses fils, Godwine, Edmund, et Magnus, et les appuie dans leurs vaines tentatives d'invasion de l'Angleterre en 1068 et 1069.
Le malheur marque les dernières années du règne de Diarmait, après la mort de ses fils Glúniairn et Murchad en 1070. Il ne vient à bout de désordres dans le Leinster cette année qu'avec l'assistance de Toirdelbach Ua Briain, qui est obligé de réintervenir l'année suivante. En 1071, la guerre éclate dans la propre famille de Diarmait entre son petit-fils Domnall mac Murchada et son neveu Donnchad mac Domhnall .
Le vieux roi lance une expédition en 1072, dans le royaume de Mide, mais il est tué à la bataille d'Odba, le 7 février 1072 par Conchobar mac Domnaill Ua Máelshechlainn. Les Annales des quatre maîtres dépeignent ainsi sa mort :
« Diarmaid, fils de Mael-na-mBo, Roi de Leinster, des étrangers de Ath-cliath, et de Leath-Mogha-Nuadhat, fut tué et décapité à la bataille de Odhbha, le jeudi, lors du septième jour des ides de février. En outre, de nombreuses centaines d'étrangers et d'hommes de Leinster, ainsi furent également exterminés lors de cette bataille. Au côté de Diarmaid, fut également tué Gillaphadraig O'Fearghaile, Seigneur des Fortuatha »
— Annales des quatre maîtres AFMː 1072.3
.

## Union et descendance
Diarmait mac Mail na mBo épousa Derbforgaill (morte en 1080) , fille de Donnchad mac Briain dont :
- Murchad mac Diarmata
- Énna Bacach mac Diarmata roi de Leinster de 1089 à 1092 tué en 1092 et père de Diarmait mac Énnai roi de Leinster de 1092 à 1098 tué en 1098
- Glun Iairn tué en 1070[12].

## Sources
- (en) Benjamin T. Hudson « Diarmait mac Máel na mBó (d. 1072) », Oxford Dictionary of National Biography, Oxford University Press, 2004.
- (en) Donnchadh Ó Corráin, Ireland before the Normans, Dublin, Gill & Macmillan, 1972, p. 27,132,133-7,138 The Career of Diarmait Mac Máel ne mBó
- (en) Francis John Byrne, Irish Kings and High-Kings, Dublin, Courts Press History Classics, 2001 (ISBN 1-851-82-196-1), p. 143,146,163,271-72,290.
- (en) Dictionary of Irish Biography article de Maire Ni Mhaonaigh Diarmait (Diarmait mac Maíl (Máel) na Mbó)
- (en) Bart Jaski, Genealogical tables of medieval Irish royal dynasties, Dublin, Four Courts Press, 2013 (ISBN 9781846824265), p. 122 Tableau-43 Mac. Murchada